# Lucazi
El lucazi (o luchazi, chiluchazi, etc) és una llengua bantu que es parla a Angola i Zàmbia. La llengua té diverses varietats que són anomenades amb el terme genèric Ngangela que són intel·ligibles. Forma part del subgrup de llengües chokwe-luchazis, que són llengües bantus centrals.

## Distribució geogràfica
Es parla al sud-est d'Angola (300.000 parlants en aquest país) i a les zones frontereres de Zàmbia. A Angola es parla al sud-oest de la província de Moxico, al municipi de Lucazi i a Cuando Cubango, entre Mavinga i Kuito Kuanavale.

## Dialectes
No té dialectes coneguts. Forma part de la macro-llengua Ngangela.

## Família lingüística
Forma part de les llengües Chokwe-Luchazis que són llengües bantus del grup K, juntament amb el chokwe, luvale, mbunda, nyengo, el luimbi, el nyengo, el nkangala, el yauma, nyemba i el mbwela. Totes elles són llengües bantus centrals.

## Sociolingüística i ús de la llengua
El lucazi s'utilitza a la llar, a l'església i el comerç. És parlat per gent de totes les edats i els seus parlants tenen actituds positives. És utilitzat com a segona llengua pels parlants del !O!ung. S'hi va editar la Bíblia el 1963. S'escriu en alfabet llatí. El lucazi és considerat com una forma de prestigi del grup de llengües del ngangela.
El lucazi és una llengua desenvolupada (egids 5), que gaudeix d'un ús vigorós, té literatura i una forma estàndard.

## Sons
El lucazi té cinc sons vocals (/a ɛ i ɔ u/), tres nivells tonals i les següents consonants:
p t tʃ k
f s ʃ h
β z l j w
m n ɲ ŋ
A més a més hi ha les consonants sordes prenasals, /mpʰ ntʰ ŋkʰ/, /mb nd ɲdʒ ŋɡ/.
També hi ha altres sons consonàntics com /ts/(?) i /tʲ/(?). /ʃ/ i /ŋ/ són rars.